# Fabienne Diato-Pasetti
Fabienne Diato-Pasetti (4 de outubro de 1965) é uma atiradora olímpica monegasca. Participou de seis Olimpíadas: 1988, 1992, 1996, 2000, 2004 e 2008, mas não ganhou medalhas.